# Банк бажань
Банк бажань (англ. Wish Bank) — другий сегмент 4-го епізоду 1-го сезону телевізійного серіалу «Зона сутінків».

## Сюжет
Молода розлучена жінка Дженіс Хеммонд разом з подругою прогулюється по ринку, де збираються продавці антикварних речей, з метою позбавитися поганого настрою та різних проблем. Під час перегляду товарів Дженіс бачить старовинну лампу, подібну до лампи Аладдіна, а з інструкції, вигравіруваній на ній, дізнається, що її необхідно потерти для того, щоб активувати. Спочатку жінка ставиться до цього зі значним скепсисом, однак трохи пізніше все-таки починає терти лампу, після чого зникає в клубах диму. Через деякий час Дженіс з'являється в офісі незвичайного банку, який спеціалізується на виконанні бажань. Брокер містер Брент, що приймає її, повідомляє, що вона може загадати три бажання, після чого вона загадує, щоб в неї було десять мільйонів доларів готівкою, виглядати на десять років молодшою, та щоб у її колишнього чоловіка була сексуальна дисфункція протягом півтора року. Далі містер Брент повідомляє, що при виконанні першого бажання ризиків нема, під час виконання другого бажання необхідно буде шукати додаткові ресурси, а третього — перші два бажання можуть бути анульовані. Однак Дженіс це не зупиняє, і вона підписує необхідні документи, після чого стає до черги. Коли настає її черга, не дуже приязна жінка-клерк повідомляє Дженіс, що в неї не вистачає «форми 604» та наполягає знову звернутися до її брокера. В цей час офіс-менеджер містер Віллабі звільняє містера Брента за неякісно виконане бажання та пропонує Дженіс власну допомогу, однак робочий день закладу підбігає кінця. Працівники банку зникають один за одним, так само зникають голова банку, а трохи пізніше — і його клієнтка Дженіс. Повернувшись назад до своєї подруги, жінка анітрохи не засмучується, що її бажання так і залишилися нездійсненими через брак часу та певні бюрократичні проблеми, та покидає ринок, вирішивши сюди більше не повертатися.

## Цікаві факти
- Епізод триває всього майже десять хвилин.
- Епізод не має оповідей ні на початку, ні в кінці.
- Офіс-менеджер містер Віллабі був названий так за аналогією до епізоду оригінальної «Зони сутінків» «A Stop at Willoughby».

## Ролі виконують
- Ді Воллес — Дженіс Хеммонд
- Джулі Кармен — Мері Еллен Бредшоу
- Пітер Ленд — містер Брент
- Харві Вернон — Віллабі
- Джулі Пейн — клерк

## Реліз
Прем'єрний показ епізоду відбувся у Великій Британії 18 жовтня 1985.